# Хриб при Рожнем Долу
Хриб при Рожнем Долу (словен. Hrib pri Rožnem Dolu) је насељено место у општини Семич, регија Југоисточна Словенија, Словенија.

## Историја
До територијалне реорганизације у Словенији био је у саставу старе општине Чрномељ.

## Становништво
У попису становништва из 2011. године, Хриб при Рожнем Долу је имао 1 становника.
| Број становника према пописима | Број становника према пописима | Број становника према пописима |
| ------------------------------ | ------------------------------ | ------------------------------ |
| 1991                           | 2002                           | 2011                           |
| 1                              | З                              | 1                              |

- Ознака З представља заштићене податке